# Беседовка (Сумская область)
Беседо́вка (укр. Беседівка) — село,
Томашовский сельский совет,
Недригайловский район,
Сумская область,
Украина.
Код КОАТУУ — 5923586202. Население по переписи 2001 года составляло 490 человек.

## Географическое положение
Село Беседовка находится на берегу реки Хусть,
выше по течению на расстоянии в 0,5 км расположено село Гриневка,
ниже по течению на расстоянии в 2,5 км расположено село Малые Будки.

## Экономика
- Молочно-товарная ферма.
- «Мир», агрофирма, ЧП.

## Объекты социальной сферы
- Школа I-II ст.